# Lee de Forest
Lee de Forest (Council Bluffs, Iowa, 26. kolovoza 1873. – Hollywood, 30. lipnja 1961.), američki elektroničar i izumitelj. Jedan od osnivača radiotehnike. Konstruirao elektrolitički detektor, jednostavniji nego što ga je nedugo prije toga izumio A. Fleming u Engleskoj. Konstruirao je i plinom punjenu diodu te izumio (1906.) i patentirao (1907.) elektronsku cijev triodu, koja je omogućila pojačavanje električnih promjena i s kojom je stvarno započeo razvoj elektronike. S pomoću nje konstruirao je stabilan i osjetljiv radioprijamnik, nazvavši ga audionom. Oko 1912. u audionu je primijenio povratnu vezu te tako konstruirao i oscilator (patentirali su ga A. Meissner u Njemačkoj te E. H. Armstrong i drugi u SAD-u). Na temelju toga konstruirao je 1916. radioodašiljač. 1920-ih godina bavio se zvučnim filmom i njegovi su izumi bili ključni u razvoju toga područja. Oscilatori na osnovi audiona s povratnom vezom bili su i prvi uređaji za medicinsku dijatermiju. Tijekom Drugog svjetskog rata radio na vojnoj primjeni elektronike. Napisao autobiografiju Otac radija (eng. Father of Radio, 1950.).

## Trioda
Trioda je elektronska cijev s tri elektrode. Trioda osim cilindrične anode, katode (žarna nit), ima još i mrežicu. Mrežica je spiralno savijena molibdenska žica, smještena između anode i katode od kojih je dobro izolirana. Njen je zadatak da regulira prolaz elektrona. Sve tri elektrode nalaze se u staklenom balonu s razrijeđenim zrakom (vakuum). Ako je mrežica negativna, onda će elektroni koji izlaze iz katode biti odbijeni i padati natrah na katodu, pa neće nijedan elektron dospjeti na anodu, a niti na mrežicu. Smanji li se negativan električni naboj na mrežici, proći će neki brži elektron kroz mrežicu i prouzrokovati slabu anodnu struju. 
Ako je u spoju triode mrežica pozitivna prema katodi, ona će ubrzati prolaz elektrona i anodna električna struja će se pojačati. Dakle, promjenom električnog napona mrežice pomoću baterije može se regulirati, odnosno pojačavati anodna struja. Kod triode moramo razlikovati tri strujna kruga: 
- krug žarenja s baterijom za žarenje,
- anodni krug s anodnom baterijom,
- krug mrežice s baterijom koja daje električni napon za mrežicu.

Nanesemo li na os apscisa električni napon na mrežici, a na os ordinata jakost anodne struje, dobit ćemo krivulju ovisnosti anodne struje o električnom naponu na mrežici, koja se zove karakteristika cijevi. 
Pojačanje triode osniva se na činjenici da dovedeni napon na mrežici znatno jače utječe na jakost anodne struje nego napon doveden na anodu. Pretpostavimo da se na mrežicu cijevi dovodi sinusoidalni napon. Da vidimo kako se tada mijenja jakost anodne struje, poslužit ćemo se karakteristikom cijevi. Napon mrežice, koja se mijenja po sinus krivulji, nanosi se na okomitu os. Svakoj veličini napona mrežice odgovara određena veličina anodne struje. Veličinu anodne struje dobijemo tako da povučemo okomite pravce od odgovarajućih točaka na krivulji napona mrežice do karakteristike cijevi, a od ovih presjecišta vodoravne pravce paralelne s osi apscisa. Krivulja anodne struje, dobivena između dobivenih pravaca, također je sinusoida, ali znatno veća. Odatle možemo zaključiti da i male promjene napona na mrežici prouzrokuju znatne promjene anodne struje. Zbog toga svojstva trioda i ostale elektronske cijevi s više mrežica služe za pojačanje visokofrekventnih i niskofrekventnih struja, odnosno njihovih titraja.